# Hubert Skrzypczak
Hubert Zenon Skrzypczak est un boxeur polonais né le 29 septembre 1943 à Wejherowo.

## Carrière
Hubert Skrzypczak participe aux championnats d'Europe de boxe amateur 1965 à Berlin-Est en catégorie poids mouches et y remporte la médaille d'argent. Il s'illustre ensuite lors des Jeux olympiques de Mexico en 1968 en remportant la médaille de bronze en catégorie poids mi-mouches. Le Polonais remporte ensuite une médaille d'or continentale en catégorie poids mouches lors des championnats d'Europe de boxe amateur 1967 à Rome.